# Hilary Weston
Hilary Mary Weston (nata Frayne) (Dublino, 12 gennaio 1942 – Londra, 2 agosto 2025) è stata una politica, imprenditrice e scrittrice canadese di origine irlandese, 26° Vice Governatore dell'Ontario dal 1997 al 2002. Durante il suo mandato quinquennale, Weston si concentrò su questioni relative alle donne, al volontariato e ai giovani, richiamando l'attenzione del pubblico sulle persone occupate nel servizio con i senzatetto, negli hospice e come tutor per i giovani a rischio.

## Biografia
Nata e cresciuta a Dublino, in Irlanda, lavorò come modella prima di sposare Galen Weston nel 1966. Si trasferirono in seguito a Toronto nel 1974 e lei divenne cittadina canadese. 
Prima della sua nomina a Vice Governatore, Weston trascorse oltre due decenni lavorando nel mondo degli affari e dell'industria della moda. In qualità di vicepresidente di Holt Renfrew, promosse il design e il merchandising canadesi. Nello stesso periodo fu anche direttrice di Brown Thomas & Co. in Irlanda, co-fondò Torwest negli Stati Uniti e fu vicepresidente e direttrice del design del Windsor Club presso la comunità  di Windsor a Vero Beach, Florida.
Nel 1979 Weston fondò l'Ireland Fund of Canada, un'organizzazione apartitica e aconfessionale per il finanziamento di progetti comunitari in Irlanda per promuovere la pace. Continuò ad essere una finanziatrice dell'organizzazione anche negli anni successivi.
Un interesse per l'educazione della prima infanzia portò Weston a fondare e presiedere la Mabin School di Toronto. Co-fondò e presiedette anche la Canadian Environment Educational Foundation e istituì il Winter Garden Show presso la Royal Agricultural Winter Fair. Weston, inoltre, esplorò il suo interesse di lunga data per case e giardini come coautrice di due libri di successo, In a Canadian Garden (1989) e At Home in Canada (1995).
Dopo il suo mandato come Vice Governatore, Weston guidò la campagna di raccolta fondi di maggior successo nella storia culturale canadese, raccogliendo oltre 250 milioni di dollari per il Royal Ontario Museum. Fu anche mecenate di diverse organizzazioni coinvolte in questioni sociali, come l'Abbeyfield House Society, l'Hospice Association of Ontario, il Landmine Survivors Network (in seguito noto come Survivor Corps), l'Ontario March of Dimes, il Prince's Trust Canada e Yonge Street Missione. Weston dedicò anche una parte significativa del suo tempo, così come la sua esperienza nel mondo degli affari e della moda, a Selfridges, il grande magazzino londinese di cui fu direttrice.
Morì a Londra nel 2025.

## Vita privata
Ebbe due figli, Alannah e Galen Jr.

## Riconoscimenti
- Weston fu nel 2001 la prima cancelliera dell'Ordine dell'Ontario. Fu nominata membro dell'Ordine del Canada nel 2003 e venne investita come Dame of Justice nella Venerabile Order of St. John nel 1997. Ricevette la versione canadese della Queen Elizabeth II Golden Jubilee Medal nel 2002 e la versione canadese della Queen Elizabeth II Diamond Jubilee Medal nel 2012. Nel 2015 Birthday Honors venne nominata Comandante di l'Ordine Vittoriano Reale.

- Dieci istituti post-secondari riconobbero a Weston diverse lauree honoris causa, tra cui l'Università dell'Ontario Occidentale, l'Università del St. Michael's College, l'Università di Toronto, il Massey College, il Trinity College di Dublino e l'University College Dublin.

- Nel 2009 Weston ricevette il President's Award agli YWCA Toronto Women of Distinction Awards per aver modellato la leadership nella vita pubblica e privata.[3]